# Chartergus tuberculatus
Chartergus tuberculatus är en getingart som beskrevs av Cameron 1907. Chartergus tuberculatus ingår i släktet Chartergus och familjen getingar. Inga underarter finns listade i Catalogue of Life.